# Brigitte Glaser

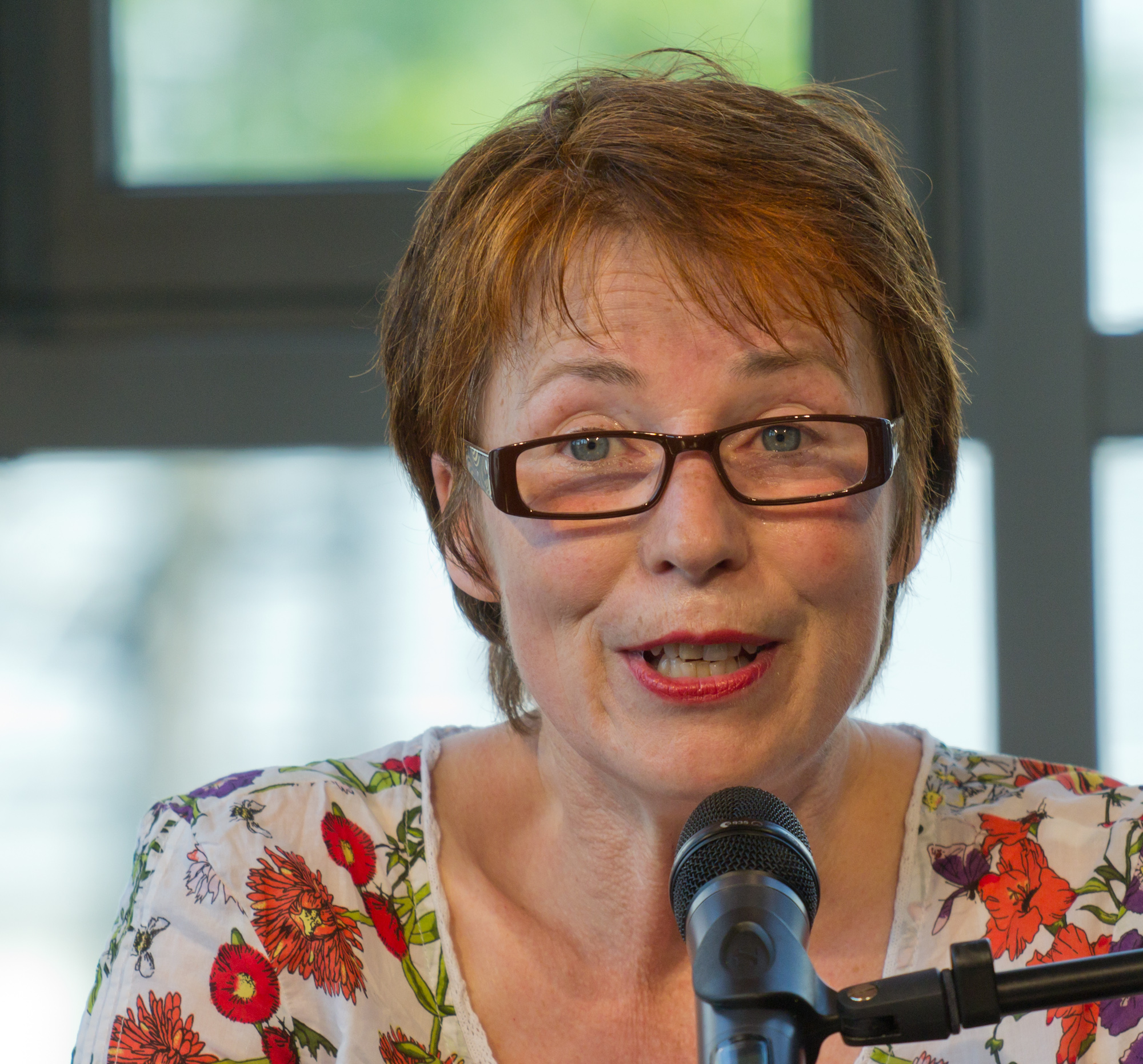
Brigitte Glaser 2014

Brigitte Glaser (* 18. März 1955 in Offenburg) ist eine deutsche Schriftstellerin. Sie verfasst vorwiegend Kriminalromane und Jugendbücher. 

## Leben
Brigitte Glaser, aufgewachsen in kleinstädtischem Milieu im Schwarzwald, studierte Pädagogik an der Universität Freiburg. Heute lebt sie in Köln und ist als Medienpädagogin in der Erwachsenenbildung tätig.
Ihr schriftstellerisches Debüt gab sie 1996 als Co-Autorin von Kölsch für eine Leiche. Von 2001 bis 2008 war sie Autorin der Stadtteilkrimis Tatort Veedel des Kölner Stadt-Anzeigers.
In ihren beim Emons Verlag erschienenen Romanen um die Gourmet-Köchin Katharina Schweitzer sowie in manchen ihrer Kurzgeschichten begleiten kulinarische Themen den Kriminalplot. Nach einer Reihe erfolgreicher regional und kulinarisch geprägter Kriminal- und Jugendromane erschien 2016 der in den 1950er Jahren angesiedelte Roman Bühlerhöhe, der einen fiktiven Plot mit historisch politischen Hintergründen verbindet. Das Buch stand nach Erscheinen wochenlang auf der Spiegel-Bestsellerliste.
Brigitte Glaser ist Mitglied der Mörderischen Schwestern, des Syndikats und des Köln-Düsseldorfer Kriminalkomitees.

## Werke

### Kriminalromane
- Kölsch für eine Leiche. Lüttgau, Köln 1996, ISBN 3-929721-02-3 (zusammen mit Rainer Daub).
- Leichenschmaus. Emons, Köln 2003, ISBN 3-89705-292-X (Katharina Schweizers 1. Fall).
- Kirschtote. Emons, Köln 2004, ISBN 3-89705-347-0 (Katharina Schweizers 2. Fall).
- Mordstafel. Emons, Köln 2005, ISBN 3-89705-400-0 (Katharina Schweizers 3. Fall).
- Eisbombe. Emons, Köln 2007, ISBN 978-3-89705-514-8 (Katharina Schweizers 4. Fall).
- Bienen-Stich. Emons, Köln 2009, ISBN 978-3-89705-681-7 (Katharina Schweizers 5. Fall).
- Himmel un Ääd. Emons, Köln, 2012, ISBN 978-3-89705-933-7 (Katharina Schweizers 6. Fall).
- Bibbeleskäs. Emons, Köln, 2013, ISBN 978-3-95451-143-3 (Katharina Schweizers 7. Fall).
- Bühlerhöhe. List, Berlin 2016, ISBN 978-3-471-35126-0; Hörbuch, gelesen von Anne Moll, ISBN 978-3-95713-047-1.
- Saus und Braus. Emons, Köln, 2017, ISBN 978-3-96041-219-9 (Katharina Schweizers 8. Fall)

### Romane
- Rheinblick. List, Berlin 2019, ISBN 978-3-471-35180-2.
- Kaiserstuhl. List, Berlin 2022, ISBN 978-3-471-36011-8

### Jugendbücher
- Schreckschüsse. Sauerländer, Mannheim 2010, ISBN 978-3-7941-7084-5.
- Fremde Fracht. Sauerländer, Mannheim 2011, ISBN 978-3-7941-7085-2.
- 8 Tage im Juni. Boje, Köln 2013, ISBN 978-3-414-82363-2.
- Krähensommer. Bastei Lübbe, Köln 2015, ISBN 978-3-8466-0008-5.
- Wo ist Alma. Bastei Lübbe, Köln 2016, ISBN 978-3-8466-0033-7.

### Kurzgeschichten
- Tatort Veedel. 33 Fälle von Orlando und List. Emons, Köln 2007, ISBN 978-3-89705-487-5.
- Bitter und böse. Kulinarische Kurzkrimis. Emons, Köln 2013, ISBN 978-3-95451-069-6.

## Auszeichnungen
- 2011: Krimistipendium der Stadt Wiesbaden
- 2012: Nominierung von Fremde Fracht für den Hans-Jörg-Martin-Preis